# ツェワン・ラモ
ツェワン・ラモ（チベット語: ཚེ་དབང་ལྷ་མོ།; 1985年6月15日 - 、東チベット（カム地方）カンゼ・チベット族自治州) は、チベット民族の歌手である。

## 略歴
2011年、ツェワン・ラモはアメリカ合衆国に渡り、トラキア財団が主催する国際チベット語会議に関連したコンサートに出演し、彼女に初めて会ったニューヨークのチベット人から熱い歓迎を受けた。彼女は2012年に初のソロ・アルバム"Gangri Bumo"をリリースした。それはチベットの聴衆の間でヒットした。2012年にリリースされたセカンド・アルバム"The Girl from the Tibetan Plateau（チベット高原の少女）"は、収録曲すべてがチベット語で歌われている。
ツェワン・ラモは、チベット人コミュニティばかりではなく、ヒマラヤ山系の地域、ネパールや北インドでも人気がある。彼女は古いチベット民謡とチベッタン・ポップの両方を歌い、30曲と5枚のアルバムをリリースした。2017年5月、彼女はカルマパ17世ウゲン・ティンレー・ドルジェ殿下に敬意を表し、チベットのリード歌手シェルテンとのデュエットをリリースした。

## ディスコグラフィー
- Nagchu : Circle dance[6]
- The Girl from the Tibetan Plateau (2012)[7]